# Wereldkampioenschappen zwemmen 2019 – 4×200 meter vrije slag vrouwen
De 4×200 meter vrije slag voor vrouwen op de wereldkampioenschappen zwemmen 2019 in Gwangju vond plaats op 25 juli 2019. Na afloop van de series kwalificeren de acht snelste ploegen zich voor de finale.

## Records
Voorafgaand aan het toernooi waren dit het wereldrecord en het kampioenschapsrecord
| Wereldrecord         | China Yang Yu Zhu Qianwei Liu Jing Pang Jiaying | 7.42,08 | Rome | 30 juli 2009 |
| Kampioenschapsrecord | China Yang Yu Zhu Qianwei Liu Jing Pang Jiaying | 7.42,08 | Rome | 30 juli 2009 |

## Uitslagen

### Series
| Rang | Serie | Baan | Namen            | Land | Tijd    | Bijz. |
| ---- | ----- | ---- | ---------------- | --- | ------- | ----- |
| 1    | 2     | 4    | Australië        | Leah Neale (1:58.30) Madison Wilson (1:56.46) Brianna Throssell (1:56.70) Kiah Melverton (1:59.18)                      | 7:50.64 | Q     |
| 2    | 1     | 4    | Verenigde Staten | Allison Schmitt (1:59.37) Gabby DeLoof (1:58.35) Melanie Margalis (1:56.37) Leah Smith (1:57.49)                        | 7:51.58 | Q     |
| 3    | 1     | 3    | Rusland          | Anastasia Goezjenkova (1:59.04) Valeria Salamatina (1:57.54) Darja Mullakajeva (1:58.74) Veronika Androesenko (1:57.34) | 7:52.66 | Q     |
| 4    | 1     | 5    | China            | Ai Yanhan (1:58.83) Dong Jie (1:59.72) Zhang Yuhan (1:57.16) Li Bingjie (1:58.39)                                       | 7:54.10 | Q     |
| 5    | 2     | 6    | Duitsland        | Reva Foos (1:58.81) Isabel Marie Gose (1:57.51) Marie Pietruschka (1:59.23) Annika Bruhn (1:58.75)                      | 7:54.30 | Q     |
| 6    | 2     | 5    | Canada           | Kayla Sanchez (1:58.88) Emily Overholt (1:57.11) Rebecca Smith (1:58.74) Emma O'Croinin (2:00.37)                       | 7:55.10 | Q     |
| 7    | 1     | 6    | Hongarije        | Ajna Késely (1:58.82) Evelyn Verrasztó (2:00.37) Zsuzsanna Jakabos (1:59.60) Katinka Hosszú (1:56.61)                   | 7:55.40 | Q     |
| 8    | 2     | 3    | Japan            | Rio Shirai (1:59.68) Chihiro Igarashi (1:59.17) Tomomi Aoki (1:58.17) Nagisa Ikemoto (1:58.98)                          | 7:56.00 | Q     |
| 9    | 2     | 2    | Polen            | Aleksandra Polańska (1:59.80) Dominika Kossakowska (2:00.76) Marta Klimek (2:00.13) Aleksandra Knop (2:01.01)           | 8:01.70 |       |
| 10   | 2     | 1    | Nieuw-Zeeland    | Erika Fairweather (1:58.84) Carina Doyle (2:00.92) Chelsey Edwards (2:01.88) Eve Thomas (2:01.64)                       | 8:03.28 |       |
| 11   | 1     | 2    | Hongkong         | Camille Cheng (2:02.32) Siobhan Haughey (1:56.84) Ho Nam Wai (2:03.19) Stephanie Au (2:02.63)                           | 8:04.98 |       |
| 12   | 2     | 7    | Zuid-Korea       | Choi Jung-min (2:02.21) Jung Hyun-young (2:02.10) Park Na-ri (2:01.89) Jo Hyun-ju (2:02.18)                             | 8:08.38 |       |
| 13   | 1     | 7    | Singapore        | Quah Ting Wen (2:00.28) Gan Ching Hwee (2:02.80) Christie Chue (2:04.08) Quah Jing Wen (2:01.28)                        | 8:08.44 |       |
| 14   | 1     | 1    | Portugal         | Diana Durães (2:04.31) Tamila Holub (2:03.95) Ana Monteiro (2:10.93) Victoria Kaminskaya (2:10.80)                      | 8:29.99 |       |

### Finale
| Rang   | Baan | Namen | Land             | Tijd    | Bijz. |
| ------ | ---- | --- | ---------------- | ------- | ----- |
| Goud   | 4    | Ariarne Titmus (1.54,27) Madison Wilson (1.56,73) Brianna Throssell (1.55,60) Emma McKeon (1.54,90)                 | Australië        | 7.41,50 | WR    |
| Zilver | 5    | Simone Manuel (1.56,09) Katie Ledecky (1.54,61) Melanie Margalis (1.55,81) Katie McLaughlin (1.55,36)               | Verenigde Staten | 7.41,87 |       |
| Brons  | 7    | Kayla Sanchez (1.57,32) Taylor Ruck (1.56,41) Emily Overholt (1.56,26) Penelope Oleksiak (1.54,36)                  | Canada           | 7.44,26 |       |
| 4      | 6    | Yang Junxuan (1.56,41) Wang Jianjiahe (1.56,52) Li Bingjie (1.56,29) Zhang Yuhan (1.57,00)                          | China            | 7.46,22 |       |
| 5      | 3    | Anna Jegorova (1.58,19) Anastasia Goezjenkova (1.56,43) Valeria Salamatina (1.56,93) Veronika Androesenko (1.56,70) | Rusland          | 7.48,25 |       |
| 6      | 1    | Ajna Késely (1.59,60) Evelyn Verrasztó (1.59,74) Zsuzsanna Jakabos (1.57,63) Katinka Hosszú (1.57,60)               | Hongarije        | 7.54,57 |       |
| 7      | 2    | Reva Foos (1.59,81) Isabel Marie Gose (1.57,99) Marie Pietruschka (1.59,04) Annika Bruhn (1.58,79)                  | Duitsland        | 7.55,63 |       |
| 8      | 8    | Rio Shirai (1.59,88) Chihiro Igarashi (1.58,81) Tomomi Aoki (1.58,32) Nagisa Ikemoto (1.59,30)                      | Japan            | 7.56,31 |       |